# Ежеголовник злаковый
Ежеголо́вник зла́ковый, или Ежеголовник Фри́за (лат. Spargánium graminéum) — многолетнее водное и болотное травянистое растение, вид рода Ежеголовник.

## Ботаническое описание
Стебель длинный, тонкий, равномерно олиственный, слабый, обычно утолщённый и изогнутый под соцветием, легко перемещаемый водой.
Листья очерёдные, без язычков, линейные, на верхушке коротко заострённые, плосковыпуклые, цельные, цельнокрайные, до 2 м длиной и 1—5 мм шириной, заметно сужающиеся от середины к основанию, сверху без жилок, снизу с выступающей средней жилкой.
Соцветие обычно укороченное, лишённое нормально развитых листьев, простое или ветвистое, состоит из 2—3 сближенных шаровидных головок тычиночных цветков и 1—3 сидячих (или на ножках) головок пестичных цветков. Головки из пестичных цветков могут располагаться на ножках в пазухах листьев. Кроющие листья широкостеблеобъемлющие. Цветки однополые, погружены в воду, плавают на поверхности или приподняты над водой. Цветки, расположенные ниже на стебле и ветвях, — пестичные, выше по стеблю — тычиночные. Околоцветник состоит из 5—6 мелких тонких неокрашенных чешуевидных листочков. Тычинок три, они короткие, пестик один. Пыльники до 0,75 мм длиной. Столбик длинный, при плодах крючкообразно изгибающийся. Цветение в европейской части России в июне — июле.
Плоды, в совокупности образующие жёсткие, колючие шаровидные головки, — зелёные, позднее красновато-бурые до черноватых, без перетяжки посередине, расположены на ножке. Плодоношение в европейской части России в августе.

## Распространение и экология
Ежеголовник злаковый распространён в Евразии.
В России встречается преимущественно в северных областях Европейской части, в Восточной Сибири и на Дальнем Востоке (в том числе на Камчатке).
Растёт в воде или по берегам озёр, реже по мелководьям рек.
Размножается и распространяется семенами.

## Таксономия

### Синонимы
По данным Королевских ботанических садов Кью, в синонимику вида входят:
- Sparganium friesii Beurl.
- Sparganium friesii var. simplex Fr.
- Sparganium lanceolatum Georgi
- Sparganium natans Fr.
- Sparganium natans f. gracilis Neuman